# الرابطة البرلمانية 1970–71
الرابطة البرلمانية 1970–71 (بالإنجليزية: 1970–71 Isthmian League)‏ هو موسم من دوري إسثميان. فاز فيه ويكمب وندررز.